# Kamel Ghilas
Kamel Fathi Ghilas (ur. 9 marca 1984 w Marsylii) – algierski piłkarz występujący na pozycji napastnika.

## Kariera klubowa
Ghilas karierę rozpoczynał w zespole FC Martigues. Następnie, w roku 2003 podpisał kontrakt z francuskim AS Cannes. W pierwszym sezonie w nowym klubie wystąpił w 18 spotkaniach, jednak nie strzelił żadnej bramki. Rok później zdobył 7 bramek w ponad 30 meczach. W Cannes grał do 2006 roku, po czym podpisał kontrakt z Vitória SC. W pierwszym sezonie strzelił 12 bramek w 29 występach i pomógł zespołowi awansować do wyższej ligi. Rok później jego klub rozgrywki ligowe zakończył na trzecim miejscu. Ghilas po sezonie 2007/2008 podpisał kontrakt z hiszpańską Celtą Vigo. Sezon 2008/2009 zakończył z 13 bramkami dla tego zespołu, dzięki czemu był najlepszym strzelcem klubu.
W sierpniu 2009 roku przeszedł do Hull City. W nowym klubie zadebiutował 15 sierpnia w pojedynku Premier League z Chelsea. Pierwszego gola strzelił tydzień później w spotkaniu z Boltonem Wanderers. W sezonie 2009/2010 rozegrał w lidze 13 meczów. Pod koniec lipca 2010 został na rok wypożyczony do beniaminka Ligue 1 – Arles. We francuskiej drużynie zadebiutował 7 sierpnia w przegranym 1:2 pojedynku przeciwko FC Sochaux-Montbéliard. Następnie w latach 2011–2013 grał w Stade de Reims. W 2014 roku był piłkarzem klubu Royal Charleroi. W sezonie 2015/2016 występował w Dubai FC.
| Sezon   | Klub                    | Kraj                         | Rozgrywki      | Mecze | Bramki | Rozgrywki Europy | Mecze | Bramki |
| ------- | ----------------------- | ---------------------------- | -------------- | ----- | ------ | ---------------- | ----- | ------ |
| 2003/04 | AS Cannes               | Francja                      | National       | 3     | 0      | –                | –     | –      |
| 2004/05 | AS Cannes               | Francja                      | National       | 31    | 7      | –                | –     | –      |
| 2005/06 | AS Cannes               | Francja                      | National       | 37    | 15     | –                | –     | –      |
| 2006/07 | Vitória SC              | Portugalia                   | Liga Honra     | 0     | 0      | –                | –     | –      |
| 2007/08 | Vitória SC              | Portugalia                   | Liga Honra     | 30    | 6      | –                | –     | –      |
| 2008/09 | Celta Vigo              | Hiszpania                    | Liga Adelante  | 29    | 10     | –                | –     | –      |
| 2009/10 | Hull City A.F.C.        | Anglia                       | Premier League | 13    | 2      | –                | –     | –      |
| 2010/11 | AC Arles-Avignon (wyp.) | Francja                      | Ligue 1        | 19    | 2      | –                | –     | –      |
| 2011/12 | Stade de Reims (wyp.)   | Francja                      | Ligue 2        | 35    | 14     | –                | –     | –      |
| 2012/13 | Stade de Reims          | Francja                      | Ligue 1        | 23    | 0      | –                | –     | –      |
| 2013/14 | Stade de Reims          | Francja                      | Ligue 1        | 1     | 0      | –                | –     | –      |
| 2013/14 | Royal Charleroi         | Belgia                       | Eerste klasse  | 5     | 0      | –                | –     | –      |
| 2015/16 | Dubai FC                | Zjednoczone Emiraty Arabskie | First Division | 6     | 0      | –                | –     | –      |

## Kariera reprezentacyjna
Mimo iż urodził się we Francji, Ghilas reprezentuje Algierię. W reprezentacji tego kraju zadebiutował w 2007 roku w meczu z Republiką Zielonego Przylądka. Od tego czasu jest podstawowym graczem kadry narodowej. Wystąpił w niej 19 razy i strzelił 3 gole.